# 4699 Sootan
4699 Sootan este un asteroid din centura principală, descoperit pe 4 noiembrie 1986 de Robert McNaught.